# 斯雷那山脈
斯雷那山脈（意即「中央山脈」），是保加利亞的一座山脈，位於該國中部，巴爾幹山脈以南並與之平行。
西起伊斯克爾河，東至登薩河拐彎處，分為東中西三段。長約250公里，最闊處50公里，最高點大博格丹山海拔1,604公尺。